# 시민여객 (부산)
시민여객자동차(市民旅客自動車)는 부산광역시의 시내버스 운송 업체이며, 본사는 부산광역시 남구 용호동 백운포로 40에 있다.

## 역사
1977년 4월 1일 부산여객에서 분리 독립 하였다.

## 차고지
부산광역시 남구 백운포로 40 (용호동)(본사: 전 노선 시종착 및 관리)

## 운행 노선
- ● 20번: 용호동 ↔ 백운포 ↔ 이기대입구 ↔ 경성대학교 ↔ 수영교차로.수영역 ↔ 부산지방병무청 ↔ 연제구청 ↔ 양정역 ↔ 부전시장 ↔ 서면
- ● 22번: 용호동 ↔ 부경대학교 ↔ 문현교차로 ↔ 부산진시장 ↔ 부산진역 ↔ 부산고등학교 ↔ 부산컴퓨터과학고등학교 ↔ 수정삼거리→성북고개
- ● 24번: 용호동 ↔ 부경대학교 ↔ 대연역 ↔ 못골역 ↔ 지게골역 ↔ 문현역 ↔ 국제금융센터·부산은행역 ↔ 서면
- ● 27번: 용호동 ↔ 부경대학교 ↔ 문현교차로 ↔ 부산진시장 ↔ 부산진역 ↔ 부산역 ↔ 충무동(자갈치시장)

## 보유 차량

#### KGM커머셜
- 에디슨모터스 스마트 11 HG
- 에디슨모터스 E-화이버드
- KGM 스마트 110

#### 자일대우버스
- 자일대우 BS106 뉴 로얄시티

#### 현대자동차
- 현대 뉴 슈퍼 에어로시티
- 현대 저상 뉴 슈퍼 에어로시티
- 현대 일렉시티

#### MAN
- MAN 라이온스 시티